# 瀛洲亭
瀛洲亭，本地人称六角亭，位于中华人民共和国云南省红河哈尼族彝族自治州蒙自市南湖东景区，始建于清康熙二十九年（1690年），此后历经多次大小规模的修缮。曾与南湖三山形成「三山毓秀」之景，并被列为旧时蒙自十二景之一。1987年被列为为云南省第三批省級文物保护单位。

## 历史沿革
康熙二十九年（1690年），阿迷知州王来宾署蒙自知县，在南湖东南岸建六角亭。亭成后，地方士绅取名来宾亭，王来宾以修亭非一人之功劳，改成瀛仙亭。亭落成后，与三山相对。亭山之间，有水田一区，称砚池。亭拟笔，田拟砚，山拟笔架，湖水拟墨池，所成之景，被称「三山毓秀」，为康熙《蒙自县志》所称蒙自十二景之一。咸丰八年（1858年）瀛仙亭毀于兵燹。光绪十五年（1889年）重建，更名瀛洲亭。1950年中共接管蒙自后，瀛洲亭经历过数次修缮。1987年12月，被列为为云南省第三批省級文物保护单位。

## 建筑
瀛洲亭为木结构六角攒尖顶楼阁式三层重檐亭，故又被本地人称「六角亭」。通高22.4米，台基高1.17米，边长6.6米，用柱24棵，构成穿斗式梁架。屋面为玻璃彩瓦铺就。三层斗拱为如意形，相互重叠，下檐斗拱出两踩，中檐出三踩，上檐出四踩，依次递进，疏朗有致。

## 人文
瀛洲亭共三层，一层悬挂红底金字匾额「瀛洲亭」，前后两门挂有两副红底金字对联，为清光绪时期蒙自富绅周嗣徽所题。分别写有：

上联：是亭旧曰瀛洲思先达鸣凤朝阳无惭学士；
下联：此地原为伴水望后来腾蛟云路继美乡贤

上联：亭复仙瀛又见杏树成林藻芹在伴；
下联：澜回学海依旧荷花世界杨柳楼台

二层悬挂匾额「蓬山不远」，挂有对联：

湖水春来绿 山色雨余清
十顷平湖堤柳合 一庭清景藕花香

分别为光绪举人马金墀、杜子学所题。
三层悬有匾额「水天一色」、对联「青山环抱钟秀 碧水潆廻焕文澜」。